# Pompilus
Genre
Pompilus est un genre d'insectes hyménoptères de la famille des Pompilidae, sous-famille des Pompilinae. C'est le genre type de la famille des Pompilidae et de la sous-famille des Pompilinae.

## Classification
Le genre Pompilus est décrit en 1798 par l'entomologiste danois Johan Christian Fabricius (1745-1808),.

## Présentation
Pompilus est un genre de guêpes araignées de la famille des Pompilidae, dont les membres se nourrissent d'araignées. 
Les membres de Pompilus sont largement distribués dans tout l'Ancien Monde, dans les régions tempérées et tropicales, mais avec la plus grande diversité en Afrique.

## Liste d'espèces
Il y a sept espèces reconnues dans Pompilus sensu stricto :
- Pompilus 3-punctatus Spinola, 1808[4]
- Pompilus accolens Cresson, 1869[4]
- Pompilus cinereus (Fabricius, 1775) leaden spider wasp[3]
- Pompilus mirandus (Saussure, 1867)[3]
- Pompilus cadmius Saussure, 1892[3]
- Pompilus bilineatus (Arnold 1937)[3]
- Pompilus botswana Day, 1972[3]
- Pompilus irpex Gerstaecker, 1858[3]
- Pompilus niveus Saunders, 1901[3]

## Biologie
Les guêpes Pompilus sont fouisseuses, stockant de courts terriers dans le sable avec des araignées uniques de différentes familles sur lesquelles elles pondent un seul œuf.

### Publication originale
- (la) J. C. Fabricius, Supplementum Entomologiae Systematicae, 1798, 1-572 p.